# 卵叶韭
卵叶韭（学名：Allium ovalifolium）为葱科葱属的植物，为中国的特有植物。分布在中国大陆的陕西、青海、贵州、甘肃、四川、湖北、云南等地，生长于海拔1,500米至4,000米的地区，常生于林下、湿地、阴湿山坡、沟边或林缘，目前尚未由人工引种栽培。

## 别名
鹿耳韭

## 种下等级
- Allium ovalifolium Hand.-Mazz. var. leuconeurum J. M. Xu